# Fagot
El fagot es un instrumento de viento madera provisto de lengüeta doble. Está formado por un tubo ligeramente cónico doblado sobre sí mismo, de tal manera que el instrumento tiene una longitud de 155 cm aproximadamente, y la distancia total del taladro es de 250 cm.
Este instrumento fue desarrollado a principios del  XVIII y alcanzó su forma actual en el XIX. El fagot debe su existencia a la necesidad musical de ampliar la región grave del sonido del viento madera.
Los instrumentos de la familia del fagot son el fagotino y el contrafagot, además de los instrumentos de la familia del oboe y del heckelfón, por ser estos también instrumentos de tubo cónico en los que el sonido se produce mediante una lengüeta doble. Ocasionalmente está considerado como el bajo de la familia del oboe. Su tesitura es de tres octavas y media y se puede dividir en cuatro registros: grave, medio, agudo y sobre agudo.

## Descripción
Las partes principales son la campana, que remata el instrumento, el cuerpo central, la culata (es la parte inferior del instrumento y donde el tubo cambia de sentido por medio de un codo metálico), la pieza tudelera (donde se inserta el tudel), el tudel y la caña. El aire recorre desde la caña hacia el tudel, la tudelera, la culata, el cuerpo grave y la campana.

## Historia

### Antecedentes
Como ocurre con la mayoría de los instrumentos integrantes del muestrario instrumental europeo, el fagot cuenta con famosos antecedentes, uno de los cuales puede reflejarse en el impulso que llevó a los músicos romanos a ampliar en su parte grave el aulos (una especie de oboe, legado por los griegos, que en el mundo latino tomó el nombre de tibia bassa, la cual, aún tratándose de un lejano embrión, puede considerarse como el primer intento efectuado dentro de una larga genealogía de instrumentos creados para tal menester).
Muchas son las hipótesis surgidas en torno a la creación de este instrumento musical, aunque la más difundida concede su autoría a un canónigo de Ferrara, Afranio Teseo (nacido en Pavía, h. 1495), de quien se dice que halló su inspiración en un ejemplar serbocroata, a modo de gaita, alimentado por fuelles laterales. Si bien esta teoría no goza de plena verosimilitud, tampoco ha de desestimarse, ya que el profesor Curt Sachs, el más afamado estudioso de los instrumentos musicales, niega que su raíz se encuentre en un tipo de bombarda italiana del siglo XVI. Su aparición en los tratados teóricos de la citada centuria, así como en los de la siguiente, ya en forma de dulcián o fagot, es muy frecuente. Así, Lodovico Zacconi (Prattica di musica, 1596-1619), Domenico Pietro Cerone (El Melopeo y maestro, 1613), Michael Praetorius (Syntagma musicum, 1615-1619) y Marin Mersenne (Harmonie Universelle, 1636-1637) mostraron su interés por este grave instrumento, en especial el último teórico citado, quien presenta en su obra un fagot bastante evolucionado y equipado con tres llaves. Desde 1620 se conoce, además, un instrumento grave de la familia del fagot, llamado contrafagot, que suena a la octava baja de aquel.
El fagot surgió como instrumento diferenciado a lo largo del siglo XVII. Sin embargo, ya desde mediados del siglo anterior existía un instrumento del que parece haber derivado de forma directa: el dulcián. Muy conocido en la mayoría de los países europeos, este instrumento gozó de gran fama en los círculos musicales eclesiásticos y cortesanos. De forma natural, el dulcián fue evolucionando hasta dar lugar al fagot. Este, a su vez, experimentó también algunos cambios, entre lo que destacó, sin duda, la adopción de llaves metálicas que permitían abrir u obturar de forma mecánica los orificios de digitación. En aquella época, el fagot se utilizaba para reforzar la línea del bajo en las agrupaciones instrumentales y, aunque algunos compositores empezaron a demostrar cierto interés por él, todavía no gozaba de reconocimiento como solista.
Durante la segunda mitad del siglo XVII, el fagot se incorporó a la orquesta, formación en la que desde entonces aparece de forma regular. En el siglo XVIII, comenzó a abandonar su papel de bajo, lo que coincidió con su progresivo afianzamiento como instrumento solista. Durante el Romanticismo, numerosos constructores hicieron cuanto estuvo en su mano para mejorar las cualidades sonoras del fagot. Sin embargo, los problemas técnicos no se solucionaron hasta la década de 1820, de la mano de Carl Armenraeder y Johann Heckel.
El fagot, que recibió en algún momento en España la designación de bajón, vivió su expansión en los siglos XVII y XVIII, y, aunque al principio sus funciones las ejerció mayoritariamente dentro de la música eclesiástica, reforzando las voces de los cantores, su presencia en el arte secular se iría haciendo más importante con el tiempo. Las obras de Castelli (1621), Marini (1626), Selma y Salaverde (1638), Valentini (1639) y Bertali (1645) atestiguan el aprecio hacia el instrumento, estima que compartió Heinrich Schütz, quien en su simphoniae sacrae (1629) le confirió un trato particular. Ya en el siglo XVIII gozó de madurez suficiente como para afianzar su presencia en el campo orquestal y solístico; baste recordar los conciertos escritos para fagot por Vivaldi, todos ellos de corte magistral, o en papel preponderante que le dispensaron compositores como Johann Sebastian Bach, Haendel, Telemann, Fux, Johann Stamitz, Johann Christian Bach y Carl Philipp Emanuel Bach, quienes abrieron la senda para que su timbre hondo y umbrío fuera protagonista de los excelentes conciertos fagotísticos de Mozart y Weber. También es interesante el concierto que compusiera un músico español, Anselmo Viola (1738-1798), monje del monasterio de Monserrat cuya celebridad se debe tanto a sus obras como al hecho de haber sido maestro de Fernando Sor.

### Desarrollo
La fisonomía del instrumento se mantuvo bastante fiel desde su origen hasta mediados de siglo XVIII, pero a partir de ahí su evolución fue importante. El fagot construido por el flamenco G. de Bruijn (N.º 997 en el Real Conservatorio de Bruselas) con marca del año 1730 ya tenía cuatro llaves — pese a que otras opiniones sostenían que la cuarta llave fue agregada más tarde, en 1752— y fue en 1760 que el artesano inglés Kusder le agregó una más. Su número se incrementó de manera paralela a su desarrollo, el que a principios del siglo XIX fue considerable por la nitidez de su sonido y de su amplio registro. El carácter con el que hoy se conoce el instrumento se debe básicamente a los perfeccionamientos llevados a cabo entre 1820 y 1830 por Jean Nicolas Savary, cuyas mejoras se vieron reforzadas por la incorporación del sistema de llaves de Theobald Böhm, que aplicara al fagot el artesano Triebert en 1855. La coronación de todos los esfuerzos emprendidos fue la aportación del célebre constructor Johann Adam Heckel (1812-1877), quien introdujo múltiples soluciones técnicas que reflejó en un tratado, editado  1899.

## Familia del fagot

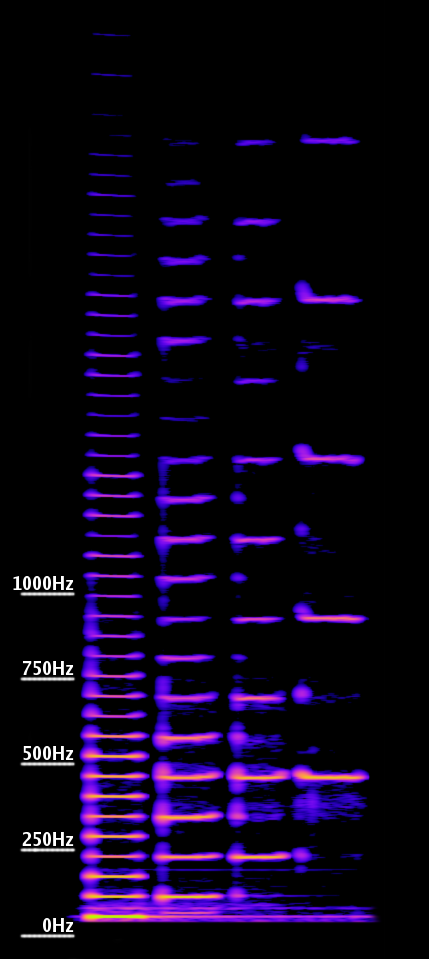
Espectrograma del do en 4 octavas.

El fagot, pertenece a la familia de viento-madera, y como instrumentos relativos tiene al fagotino y el contrafagot. Otros instrumentos cercanos también son el oboe y el corno inglés por ser estos otros instrumentos de caña doble. El fagotino es un fagot en miniatura, más pequeño, más agudo y afinado en Sol. Se emplea para la enseñanza a niños debido al gran peso del fagot, como, por ejemplo, pasa con la tuba y el bombardino. El contrafagot es más grande que el fagot. Su peso es de 10 kg y mide 160 cm. También es de madera, menos la campana que es de metal. Está en Do como el fagot; acabado en 3 octavas, su nota más grave es el Si b como el fagot, pero algunos acaban en La. Suena una octava más grave que el fagot, utilizando la clave de Fa en tercera, y el fagot en fa en cuarta; pero se utiliza también la clave de fa en cuarta pero transportando una octava.
El oboe es un instrumento similar en apariencia al clarinete, con un timbre muy especial, un poco oscuro y misterioso. Esto se debe a que también es un instrumento de doble caña. El corno inglés es un instrumento un poco más grande que el oboe, que suena más grave. También usa una boquilla con doble caña.

## Uso del fagot
En las orquestas modernas se suele disponer de dos a cuatro fagotes para que haya un contrafagot cuando sea necesario y uno de ellos hace de solista. Su timbre lo hace adecuado para tonos líricos o cómicos, como por ejemplo el tema del abuelo de Pedro y el lobo. Es un buen bajo para un pasaje de viento madera o con el papel de los violonchelos. Combina muy bien con los otros instrumentos de doble caña, se suele usar para acompañar solos de oboe o corno, y su utilización para presentar pequeñas partes solistas o formando dúos con los vientos es también muy habitual.
En música de cámara normalmente se usa como bajo para casi cualquier combinación de viento madera. Incluso hoy en día tienen un éxito considerable los cuartetos de fagotes.
En la música barroca interpreta la línea del bajo continuo la mayor parte de las veces, a excepción de los conciertos para fagot solista o las sonatas para fagot. 
En la actualidad cada vez tiene una mayor presencia en las bandas, habiendo hasta cuatro fagotes y contrafagot. Aunque no hay muchos papeles antiguos de banda para fagot. En las obras antiguas o populares en las que no tiene papel puede usar el de bombardino.
En las bandas de Jazz se usa muy poco. Sin embargo, en los 60, Yusef Lateef o Chick Corea incorporaron el fagot en sus grabaciones, además de bandas de Rock Progresivo como Gryphon o Henry Cow. Más recientemente, Illinois Jacquet y Frank Tiberi añadieron el fagot a sus usuales grupos de saxofones. Karen Borca, ejecutante de jazz libre, es uno de los pocos músicos de jazz que sólo usan el fagot. Michael Rabinowitz, Lindsay Cooper, Paul Hanson o Daniel Smith son otros fagotistas que lo han usado en el jazz. 
El fagotista español Niño Ruven es considerado uno de los últimos revalorizadores del instrumento por incorporarlo dentro del flamenco y obtener nuevas técnicas extendidas. Sus proyectos, inspirados por músicas de tradición oral, son unos de los más comerciales y mediáticas a nivel internacional.

## Sistemas modernos
Existen dos tipos modernos de fagot: alemán y francés. En la mayor parte del mundo se toca el sistema alemán, siendo Francia el país donde existe una gran escuela de fagot francés. El sistema alemán es también conocido como sistema Heckel, en honor a Wilhelm Heckel, constructor alemán que logró un gran equilibrio y afinación en su nuevo sistema de llaves (1831).

### Sistema Heckel o alemán
El sistema Heckel fue desarrollado por el alemán Carl Almenräder a partir de 1823. Asistido por el investigador acústico alemán Gottfried Weber construyó el fagot de 17 llaves que alcanzaba 4 octavas. Las mejoras de Almenräder al fagot comenzaron con un tratado en 1823 en el cual él describió maneras de mejorar la entonación, la respuesta, y la facilidad técnica de tocar por medio de aumentar y de cambiar el sistema de llaves; los artículos siguientes desarrollaron sus ideas. El trabajo en la fábrica de Schott le dio los medios de construir y según estos nuevos diseños, los resultados de los cuales fueron publicados en Caecilia, diario de la casa de Schott; Almenräder continuó publicando y construyendo los instrumentos hasta su muerte en 1843. Ludwig van Beethoven solicitó uno de los instrumentos recién hechos después de oír hablar de los artículos. Almenräder dejó Schott para comenzar su propia fábrica junto con el socio Johann Adam Heckel en 1831.
Heckel y dos generaciones de descendientes continuaron refinando el fagot, y es su instrumento el que se ha convertido en el estándar para que otros fabricantes del instrumento sigan construyendo. Debido a su calidad superior del tono (una mejora sobre una de las desventajas principales de los instrumentos de Almenräder), los instrumentos de Heckel compitieron por la prominencia con el sistema reformado de Fráncfort, al estilo del sistema Boehm para flautas, y un instrumento ideado por C. J. Sax, padre de Adolphe Sax . A partir de 1893, un sistema reformado lógico de la digitación fue iniciado por F.W. Kruspe, pero no pudo prosperar. Otras tentativas de mejorar el instrumento incluyeron un modelo de 24 llaves y una boquilla de una sola caña, pero ambas dieron un sonido distinto y fueron abandonadas.
En el siglo XX el modelo alemán del Heckel fue el claro dominante; Heckel mismo había hecho más de 4000 instrumentos en el siglo anterior y los instrumentos ingleses no eran muy apreciados.
Hoy, la fábrica de Heckel y los fagotes de Heckel son considerados los mejores, aunque existe una gama de diversos fabricantes, todos con diversas modificaciones de sus fagotes. Las compañías que fabrican fagotes son (entre otras): Yamaha, Fox, Schreiber, Moosman, Püchner, Signet, Kohlert, B.H. Bell, Amati y Sonora. Hay también fabricantes pequeños que hacen instrumentos a medida para necesidades especiales.

### Sistema Buffet o francés
El fagot del sistema Buffet, que se estableció poco antes que el Heckel, se ha modificado de una manera más conservadora. Mientras que el desarrollo del fagot de Heckel se puede caracterizar como reacondicionamiento completo del instrumento de una perspectiva acústica y del sistema de llaves, el sistema Buffet se centró sobre todo en mejoras incrementales al sistema de llaves. Este acercamiento menos radical priva al fagot del sistema Buffet de la consistencia mejorada, y así la comodidad de uso, y aumentó la energía encontrada en los fagotes del linaje de Heckel, pero el sistema Buffet es considerado por algunos por tener una calidad más vocal y más expresiva. (el director Juan Foulds en 1934 lamentó el dominio del fagot Heckel, en su opinión por ser demasiado homogéneos parecidos en sonidos al corno).
Aunque el sistema francés alguna vez fue favorecido extensamente en Inglaterra, los instrumentos Buffet solo se fabrican en Francia, por lo que los intérpretes ingleses comenzaron a abandonar el sistema francés en los años 80. Sin embargo, su uso continúa en algunas regiones y por su timbre distintivo, el fagot Buffet continúa teniendo un lugar en el fagot moderno, particularmente en Francia. Los fagotes del sistema Buffet se hacen en París por Buffet-Crampon y Selmer.

## Fagotistas famosos

Edgar Degas: L’Orchestre de l’Opéra.

- Désiré-Hippolyte Dihau del cual hay un cuadro de Edgar Degas de 1870.
- Barón von Duernitz, para el cual Mozart compuso un concierto.
- Georg Friedrich Brandt.
- Antoine Dard (1715-1784).
- Étienne Ozi (1754-1813): fagotista, compositor, pedagogo
- Carl Almenräder (1786-1843): fagotista, diseñador de instrumentos, compositor
- Louis Marie Eugène Jancourt (1815-1900): fagotista, diseñador de instrumentos, compositor, pedagogo.
- Julius Weissenborn (1837-1888):fagotista, compositor, pedagogo.
- Archie Camden (1888-1979): fagotista, pedagogo.
- Simon Kovar (1890-1970): fagotista, arreglista, pedagogo.
- Víctor Guillermo Ramos Rangel (1911-1986): fagotista, compositor, pedagogo.
- Sol Schoenbach (1915-1999): fagotista, pedagogo.
- Leonard Sharrow (1915-2004): fagotista, pedagogo.
- Maurice Allard (1923-2004): fagotista, arreglista.
- Sherman Walt (1923-1989): fagotista, pedagogo. solista de la Boston Symphony Orchestra de 1953-1989.
- Mordechai Rechtman (1925-): fagotista, pedagogo, arreglista director. Solista de la Israel Philharmonic durante 45 años.
- Bernard Garfield (1928-): fagotista, pedagogo, solista de la Orquesta de Filadelfia de 1957-2000.
- William Waterhouse (1931-2007): fagotista, pedagogo, Royal Northern College of Music.
- Walter Ritchie (1936-): fagotista, pedagogo, Los Angeles Philharmonic Orchestra.

### Actuales
- Gustavo Núñez
- Klaus Thunemann
- Milan Turkovic
- Sergio Azzolini
- Sophie Dervaux

## Pedagogía
Los principales libros para el aprendizaje del fagot son los de Julius Weissenborn, Ludwig Milde, Alamiro Giampieri y Karel Pivonka.
Dado el tamaño del instrumento, no se empezaba hasta tener al menos 13 años de edad. Sin embargo, la fabricación de fagotinos a partir del siglo XIX facilitó el acceso a los más pequeños. Hoy en día se comienza a la misma edad que los demás instrumentos, sin necesidad de comenzar por el fagotino en caso de que los dedos lleguen a las llaves.

### Técnica
El fagot se toca normalmente sentado (en agrupaciones donde no es solista). Como pesa mucho, se debe sujetar al cuerpo del fagotista, ya sea con una correa sobre la que se sienta o con un arnés. El instrumento se sujeta igual que el saxo tenor, en el lado derecho del fagotista. La mano izquierda se pone en las llaves de arriba y la derecha en las de abajo. Algunos fagotistas se ponen abajo un accesorio llamado muletilla que sirve para separar la mano del instrumento y tener los dedos más libres.
Con el fagot se pueden realizar muchas técnicas especiales tales como el trino, el vibrato, armónicos, respiración continua o multifónicos, etc.

## Tipos de fagot
- El contrafagot es una octava más grave que el fagot. Su sonido es grave y profundo, como de llanto, por lo que fue elegido por Beethoven para su ópera Fidelio en la escena de la cárcel.
- El fagotino es más corto, pequeño y ligero que el fagot convencional y es utilizado para la iniciación al fagot de los niños pequeños.

## Ejemplos de audio
| Ejemplos de técnica   | Ejemplos de técnica                                                                                              |
| --------------------- | --- |
|                       | Rango sonoro Tonos del si bemol Escala cromática Articulaciones Dinámicas Trinos Distintas embocaduras Caña sola |
|                       | |
| Rango sonoro          | |
|                       | |
| Tonos del si bemol    | |
|                       | |
| Escala cromática      | |
|                       | |
| Articulaciones        | |
|                       | |
| Dinámicas             | |
|                       | |
| Trinos                | |
|                       | |
| Distintas embocaduras | |
|                       | |
| Caña sola             | |
|                       | |

| Rango sonoro          |
|                       |
| Tonos del si bemol    |
|                       |
| Escala cromática      |
|                       |
| Articulaciones        |
|                       |
| Dinámicas             |
|                       |
| Trinos                |
|                       |
| Distintas embocaduras |
|                       |
| Caña sola             |
|                       |

| Solos                                                                                   | Solos |
| --------------------------------------------------------------------------------------- | --- |
|                                                                                         | Sinfonía n.º 4 (fragmento) Fagot interpretando un pasaje del primer movimiento de la Cuarta Sinfonía de Beethoven . Scheherezade (fragmento) Fragmento de Scheherezade por Rimski-Kórsakov . |
|                                                                                         | |
| Sinfonía n.º 4 (fragmento)                                                              | |
|                                                                                         | |
| Fagot interpretando un pasaje del primer movimiento de la Cuarta Sinfonía de Beethoven. | |
| Scheherezade (fragmento)                                                                | |
|                                                                                         | |
| Fragmento de Scheherezade por Rimski-Kórsakov.                                          | |

| Sinfonía n.º 4 (fragmento)                                                              |
|                                                                                         |
| Fagot interpretando un pasaje del primer movimiento de la Cuarta Sinfonía de Beethoven. |
| Scheherezade (fragmento)                                                                |
|                                                                                         |
| Fragmento de Scheherezade por Rimski-Kórsakov.                                          |

| Música de ensamble                                                                          | Música de ensamble                                                                                                |
| ------------------------------------------------------------------------------------------- | --- |
|                                                                                             | Tu Pauperum Refugium Cuarteto de fagotes interpretando un fragmento de Magnus es tu, Domine , de Josquin des Prés |
|                                                                                             | |
| Tu Pauperum Refugium                                                                        | |
|                                                                                             | |
| Cuarteto de fagotes interpretando un fragmento de Magnus es tu, Domine, de Josquin des Prés | |

| Tu Pauperum Refugium                                                                        |
|                                                                                             |
| Cuarteto de fagotes interpretando un fragmento de Magnus es tu, Domine, de Josquin des Prés |

## Conciertos y otra literatura orquestal

### Barroco
- Antonio Vivaldi escribió 39 conciertos para fagot (dos de ellos conservados de forma incompleta). Este número se debe a que Vivaldi escribía partes expresamente para las jóvenes intérpretes del Ospedale della Pietà, un orfanato para niñas y adolescentes. En algunas partituras aparecen incluso sus nombres.

### Pre Clasicismo
- Johann Christian Bach, Concierto para fagot en Si bemol mayor, Concierto para fagot en Mi bemol mayor.

### Clasicismo
- Johann Nepomuk Hummel, Concierto de fagot en Fa mayor, W75.
- Wolfgang Amadeus Mozart, Concierto para fagot en Si bemol mayor, K191.
- Franz Danzi, Concierto para fagot en Fa Mayor.
- Carl Stamitz, Concierto para fagot en Fa Mayor.
- Johann Baptist Vanhal, Concierto para fagot en Do Mayor, y Concierto para dos fagotes en Fa Mayor.

### Romanticismo
- Carl Maria von Weber, Andante e rondo ungarese en do menor, op. 35, Concierto para fagot en Fa mayor, op. 75
- Edward Elgar, Romanze en Fa mayor para fagot y orquesta.
- Ferdinand David, Concertino para fagot, op. 12.

### Contemporánea
- Hindemith, Sonata para fagot y piano(1938).
- John Williams, Five Sacred Trees: Concierto para fagot y orquesta(1997).
- Richard Strauss, Concertino para clarinete y fagot (1948).
- Francis Poulenc, Trío para oboe, fagot y piano (1926).
- Heitor Villa-Lobos, Ciranda das sete notas.
- Richard Strauss, Dueto concertino para clarinete y fagot con cuerdas y arpa.
- David Johnstone, Sonata Lírica para fagot y piano (2004).
- Niño Rubén, Al toque del fagot flamenco (2017).
- Alexandre Tansman, Sonatina para fagot y piano

### Pasajes famosos del fagot en la orquesta
- Las bodas de Fígaro de Wolfgang Amadeus Mozart, solo.
- Concierto para violín de Ludwig van Beethoven, solo del primer, segundo y tercer movimientos.
- Sinfonía fantástica de Hector Berlioz.
- Scheherezade de Rimski-Kórsakov.
- Sinfonía n.º 6 "Patética" de Piotr Ilich Chaikovski.
- Sinfonía n.º 2 de Piotr Ilich Chaikovski, solo.
- Sinfonía n.º 4 de Piotr Ilich Chaikovski, solo.
- Sinfonía n.º 5 de Piotr Ilich Chaikovski, solo.
- Romeo y Julieta fantasy overture de Piotr Ilich Chaikovski, solo.
- En la gruta del rey de la montaña de Edvard Grieg.
- El aprendiz de brujo de Paul Dukas, usado en la película Fantasía.
- Rapsodia española de Maurice Ravel.
- Bolero de Maurice Ravel.
- La consagración de la primavera de Ígor Stravinski, empieza con el famoso solo de fagot con notas muy agudas.
- El pájaro de fuego de Ígor Stravinski, en el año 1945.
- Pedro y el lobo de Serguéi Prokófiev, el tema del abuelo.
- Concertino para guitarra y orquesta de Salvador Bacarisse, 4.º movimiento.
- Sinfonía n.º 4  de Ludwig van Beethoven, 4.º movimiento.